# مدل‌سازی ریزش مذاب
مدلسازی رسوب مذاب(به انگلیسی: Fused deposition modeling) از فناوری‌های ساخت است.

## فرایند لایه ذوبی(FDM)
دراین روش به جای استفاده از لیزر از یک منبع حرارتی در نازل استفاده می‌شود.
همانطور که درشکل مشاهده می‌شود مواد ترموپلاستیک به صورت رشته‌ای به وسیله دو غلتک به سمت نازل حرکت می‌کند. در نازل المنتهای حرارتی وجود دارد که باعث می‌شود رشته‌های پلاستیکی به صورت نیمه مذاب تبدیل شود و به خاطر فشاری که از سوی غلتک‌ها وارد می‌شود، از نازل خارج می‌شود.
در این فرایند میز ماشین یا پلتفرم حرکت Z و نازل حرکت x،y را انجام میدهد.
مطابق طرحی که به دستگاه داده می‌شود، نازل به صورت x،y حرکت کرده ولایه اول را بر روی پلتفرم می‌سازد. پس از آن پلتفرم به اندازه ضخامت لایه پایین رفته ولایه بعدی ساخته می‌شود و این کار ادامه می‌یابد تا قطعه کامل شود. لازم به تذکر است که این دستگاه دارای دو نازل می‌باشد که وظیفه یکی از آن‌ها ساخت تکیه گاه و وظیفه نازل دیگر ساخت قطعه اصلی می‌باشد.

## مزایای سیستم لایه ذوبی
ساخت قطعات عملکردی :به کمک این روش می‌توان قطعاتی مشابه قطعات اصلی را تولید نمود. این نمونه‌ها می‌توانند از جنس‌هایی مانند ABS باشند. استحکام این قطعات نسبت به قطعات اصلی در حدود ۸۵٪ می‌باشد. شرکتBMW ” “بسیاری از نمونه‌های خود را از این روش تولید می‌کند واگر در تست موفق بود قالب آن را ساخته و شروع به تولید قطعات می‌کند.
حداقل اتلاف مواد: دراین روش به دلیل استفاده از مواد ترموپلاستیک و قابلیت بازیافت این مواد اتلاف مواد بسیار کمی در این روش وجود دارد.
جدا شدن راحت تکیه گاه از قطعه اصلی: با استفاده از دو روش BASS ،WWSS می‌توان به وسیله شکستن یا حل کردن، مواد تکیه گاه رابه راحتی از قطعه اصلی جداکرد.
راحتی تغییر مواد: به دلیل اینکه مواد به صورت قرقره‌ای می‌باشد به راحتی می‌توان آن‌ها را تعویض کرد.

## معایب سیستم لایه ذوبی
۱.	دقت محدود:به خاطر شکل رشته‌ای مواد دقت پایینی دارند.
۲.	سرعت محدود: سرعت خارج شدن مواد از نازل به دلیل آهنگ اکستروژن، محدود است.
۳.	غیر قابل پیش بینی بودن انقباض : به دلیل سرد شدن مواد مقداری انقباض واعوجاج در قطعه به وجود می‌آید که با انتخاب مواد با انقباض بسیار پایین وتنظیم پارامترها می‌توان انقباض واعوجاج قطعه را به حداقل رساند.

## کاربردقطعات ساخته شده به روش لایه ذوبی
ساخت مدل‌های تجسمی ونمایشی مانند مجسمه‌سازی وچهره پردازی
ساخت نمونه‌هایی برای طراحی، آنالیز وتست‌های عملکردی در صنایع مختلف مانند:اتومبیل سازی، هواپیماسازی و....
ساخت الگو ومدل برای قالبسازی:ساخت قالب‌های سریع به وسیله این مدل هااز جمله کاربردهای این روش است.
ساخت مدل برای انواع ریختگری: استفاده از نمونه‌هایی از جنس موم در ریختگری دقیق این روش را جزء روش‌های برتر قرار داده‌است.